# Кыпиновци
Кыпиновци (болг. Къпиновци) — село в Болгарии. Находится в Разградской области, входит в общину Исперих. Население составляет 203 человека.

## Политическая ситуация
В местном кметстве Кыпиновци, в состав которого входит Кыпиновци, должность кмета (старосты) исполняет Ниязи  Хюсмен Осман (Движение за права и свободы (ДПС)) по результатам выборов правления кметства.
Кмет (мэр) общины Исперих — Адил Ахмед Решидов (Движение за права и свободы (ДПС)) по результатам выборов в правление общины.